# TechnoServe
TechnoServe est une organisation internationale 501c3 à but non lucratif qui fait la promotion de solutions commerciales contre la pauvreté dans le monde en développement en reliant les gens à l'information, aux capitaux et aux marchés. TechnoServe est enregistré et basé à Washington avec plus de 1 540 employés dans 29 pays à travers le monde.
TechnoServe est un leader en matière d’aide aux habitants des pays en développement pour leur donner le pouvoir de créer des entreprises qui brisent le cycle de la pauvreté. Les entreprises en croissance créent des emplois et d'autres opportunités de revenus pour les pauvres, leur permettant d'améliorer leur vie et d'assurer un avenir meilleur à leur famille. Depuis sa fondation en 1968, l'organisation a contribué à créer ou à développer des milliers d'entreprises, au bénéfice de millions de personnes dans plus de 40 pays. Le Financial Times a classé TechnoServe parmi les cinq premières ONG pour les partenariats avec les entreprises. Parmi les partenaires commerciaux de TechnoServe, on compte Cargill, The Coca-Cola Company, General Mills, Goldman Sachs, JPMorgan, Nestlé-Nespresso, Olam International, Peet’s Coffee & Tea et Unilever, entre autres. Charity Navigator a également décerné son meilleur classement de quatre étoiles à TechnoServe pendant quatre années consécutives.

## Aperçu
La mission de TechnoServe est de travailler avec des gens entreprenants du monde en développement pour faire des affaires, créer des entreprises et des industries compétitives. L’organisation vise à développer des marchés solides qui créent des revenus, des emplois et de la richesse pour les individus au sein des communautés pauvres.
TechnoServe travaille avec des particuliers et des entreprises pour répondre aux contraintes locales ou régionales qui empêchent les systèmes de marché de fonctionner efficacement. L'organisation se concentre sur les systèmes de marché qui ont une opportunité claire, le potentiel de croissance inclusive et le potentiel d'échelle. TechnoServe résout les défaillances du système de marché de trois manières : 
- Développement des capacités : TechnoServe aide les individus et les communautés à acquérir les compétences nécessaires, à partager les connaissances pertinentes et à appliquer les technologies productives nécessaires à la construction de fermes et d'entreprises prospères.
- Renforcer les liens avec le marché : TechnoServe aide à coordonner les acteurs de l'industrie et à connecter les entreprises et les exploitations agricoles émergentes aux capitaux, aux réseaux et aux fournisseurs.
- Amélioration de l'environnement des affaires : TechnoServe aide à encourager l'activité économique autonome en abordant les politiques, les informations et les incitations qui aident les marchés à mieux fonctionner

En 2016, le travail de TechnoServe a profité à 3 millions de personnes dans 29 pays.

## Histoire
TechnoServe a été fondé en 1968 par l'homme d'affaires et philanthrope Ed Bullard après son expérience de bénévolat dans un hôpital du Ghana rural. Cela l’a inspiré pour créer une organisation qui aiderait les gens qui travaillent dur afin d’exploiter leur entreprise privée pour se sortir de la pauvreté. Ainsi, en 1968, Ed a lancé TechnoServe - abréviation de «la technologie au service de l'humanité» - pour aider les pauvres en les connectant à l'information et aux opportunités du marché.
En 1969, TechnoServe a entrepris son premier projet en aidant à la construction d'une usine d'aliments de 186 mètres carrés pour la production de volaille et d'œufs au Honduras. TechnoServe a aidé à localiser des sources de capitaux et un opérateur expérimenté d’usine d’alimentation pour diriger les neuf premiers mois d’exploitation afin de garantir la croissance et le succès du projet.
En 1971, TechnoServe a commencé à travailler dans plusieurs autres pays d'Amérique latine, des Caraïbes et d'Afrique. Ces premiers efforts ont marqué le début de ce qui allait se transformer en projets plus complets à travers le monde au cours des décennies suivantes.

## Présence internationale actuelle
TechnoServe travaille actuellement dans les régions et pays suivants :

### Amérique latine et Caraïbes
- Brésil
- Chili
- Colombie
- Guatemala
- Haiti
- Honduras
- Mexique
- Nicaragua
- Pérou
- Salvador

### Afrique
- Afrique du Sud
- Bénin
- Botswana
- Burkina Faso
- Côte d'Ivoire
- République démocratique du Congo
- Éthiopie
- Ghana
- Kenya
- Malawi
- Mozambique
- Nigeria
- Ouganda
- Rwanda
- Soudan du Sud
- Swaziland
- Tanzanie
- Zambie
- Zimbabwe

### Asie
- Inde

## Projets notables

### Développement laitier en Afrique de l'Est
Financé par la Fondation Bill & Melinda Gates et mis en œuvre en partenariat avec Heifer International, le projet East Africa Dairy Development vise à doubler les revenus laitiers de 179 000 petites exploitations agricoles - soit environ un million d'hommes, de femmes et d'enfants - au Kenya, en Ouganda et au Rwanda dans un délai de 10 ans. Le programme facilite l'amélioration de la production laitière, des pratiques commerciales et de l'accès aux marchés en développant des centres d'usines de refroidissement.

### Le projet Haiti Hope
Le projet Haiti Hope est un partenariat de cinq ans conçu pour créer des opportunités économiques durables pour les producteurs de mangues haïtiens et leurs familles. Le projet vise à doubler les revenus de 25 000 petits producteurs de mangues cinq ans après leur adhésion au projet. Il s'agit d'un partenariat public-privé de The Coca-Cola Company, du Fonds multilatéral d'investissement (MIF, Multilateral Investment Fund), membre de la Banque interaméricaine de développement (IDB, Inter-American Development Bank), de l'Agence américaine pour le développement international (USAID, U.S. Agency for International Development), et de TechnoServe.

### Impulsa Tu Empresa (Boostez votre entreprise)
Avec le soutien de la Fondation Argidius, le projet Impulsa Tu Empresa vise à aider plus de 800 petites et moyennes entreprises à développer leurs affaires. Grâce à des concours de parrainage, de formation commerciale et de plan d'affaires, le programme vise à augmenter les ventes de 13 millions de dollars et à générer 750 nouveaux emplois au Guatemala, au Honduras, au Nicaragua et au Burkina Faso.

### Projet Nurture
En partenariat avec The Coca-Cola Company et la Fondation Bill & Melinda Gates, le Project Nurture est un projet de cinq ans qui vise à aider plus de 50000 petits producteurs de mangues et de fruits de la passion au Kenya et en Ouganda à doubler leurs revenus en fruits. En plus d'identifier de nouvelles opportunités de marché, les conseillers de TechnoServe travaillent avec les agriculteurs pour améliorer la productivité et développer des groupes d'entreprises d'agriculteurs solides.

### Renforcer le développement des jeunes ruraux par l'entreprise
TechnoServe et la Fondation Mastercard se sont associées dans le cadre d'un programme de 11,5 millions de dollars sur quatre ans qui a débuté en 2011 pour aider les jeunes femmes et hommes des zones rurales d'Afrique de l'Est à atteindre l'indépendance économique. Le programme Renforcer le développement des jeunes ruraux par l'entreprise (STRYDE, Strengthening Rural Youth Development through Enterprise) offre un ensemble complet de services, y compris la formation professionnelle, le développement des affaires et le parrainage aux jeunes de 18 à 30 ans au Kenya, au Rwanda et en Ouganda, dans le but de aider 15 000 personnes avant la fin du programme.

### Mécanisme d'assistance technique
TechnoServe est le gestionnaire du TAF, le Technical Assistance Facility (Mécanisme d'assistance technique), qui soutient le Fonds africain pour l'agriculture, un fonds de capital-investissement, pour relever les défis de la sécurité alimentaire en Afrique. Le TAF fournit une assistance technique aux petites et moyennes entreprises dans lesquelles le Fonds africain pour l'agriculture investit et améliore les liens entre les entreprises et les petits producteurs.

## Financement et sponsors
Les partenaires publics et privés sont des éléments cléS du travail de TechnoServe dans les pays en développement. TechnoServe travaille avec les organisations suivantes :
- AB InBev
- Anglo American
- Argidius Foundation
- Aspen Network of Development Entrepreneurs
- Bill & Melinda Gates Foundation
- Buhler Group
- Cargill
- Citi Foundation
- The Coca-Cola Company
- Danone
- DSM
- Farming First
- Ford Foundation
- General Mills
- Goldcorp
- Inter-American Development Bank
- John Deere
- Kellogg's
- Fondation Mastercard
- McDonald's
- Microsoft
- Nespresso
- Nestlé
- Partners in Food Solutions
- PIMCO Foundation
- Fondation Rockefeller
- SABMiller
- Sida (Swedish International Development Cooperation Agency)
- Smucker's
- Standard Bank
- Syngenta
- TFO Canada
- UK Aid
- Unilever
- U.S. Agency for International Development
- U.S. Department of Agriculture
- Vodafone
- Walmart